# Lins Futebol Clube
O Lins Futebol Clube, é um clube brasileiro de futebol da cidade de Lins, no estado de São Paulo. Fundado em  16 de fevereiro de 2016, suas cores são azul, vermelho e branco. O clube surgiu para a disputa da 1ª Taça Paulista, organizada pela Liga de Futebol Paulista.
Em sua primeira participação, a equipe chegou até as oitavas de finais da Taça Paulista Sub-18. 